# Koorkikkers
Koorkikkers (Pseudacris) zijn een geslacht van kikkers uit de familie boomkikkers (Hylidae). De groep werd voor het eerst wetenschappelijk beschreven door Leopold Fitzinger in 1843.
Er zijn veertien soorten die voorkomen in Noord-Amerika, ten oosten van de Rocky Mountains. Het verspreidingsgebied loopt van de Hudsonbaai tot de Golf van Mexico. De soort Pseudacris fouquettei werd pas in 2008 ontdekt.

## Soorten
- Pseudacris brachyphona
- Pseudacris brimleyi
- Pseudacris clarkii
- Pseudacris crucifer – Kruisboomkikker
- Pseudacris feriarum
- Pseudacris fouquettei
- Pseudacris illinoensis
- Pseudacris kalmi
- Pseudacris maculata
- Pseudacris nigrita
- Pseudacris ocularis
- Pseudacris ornata – Prachtkoorkikker
- Pseudacris streckeri – Strecklers koorkikker
- Pseudacris triseriata

Acris · 
Hyliola · 
Pseudacris